# Pterocephalus strictus
Pterocephalus strictus är en tvåhjärtbladig växtart som beskrevs av Pierre Edmond Boissier och Hohen. Pterocephalus strictus ingår i släktet Pterocephalus och familjen Dipsacaceae. Inga underarter finns listade i Catalogue of Life.